# Buddleja paniculata
Buddleja paniculata är en flenörtsväxtart som beskrevs av Nathaniel Wallich. Buddleja paniculata ingår i släktet buddlejor, och familjen flenörtsväxter. Inga underarter finns listade i Catalogue of Life.

## Bildgalleri

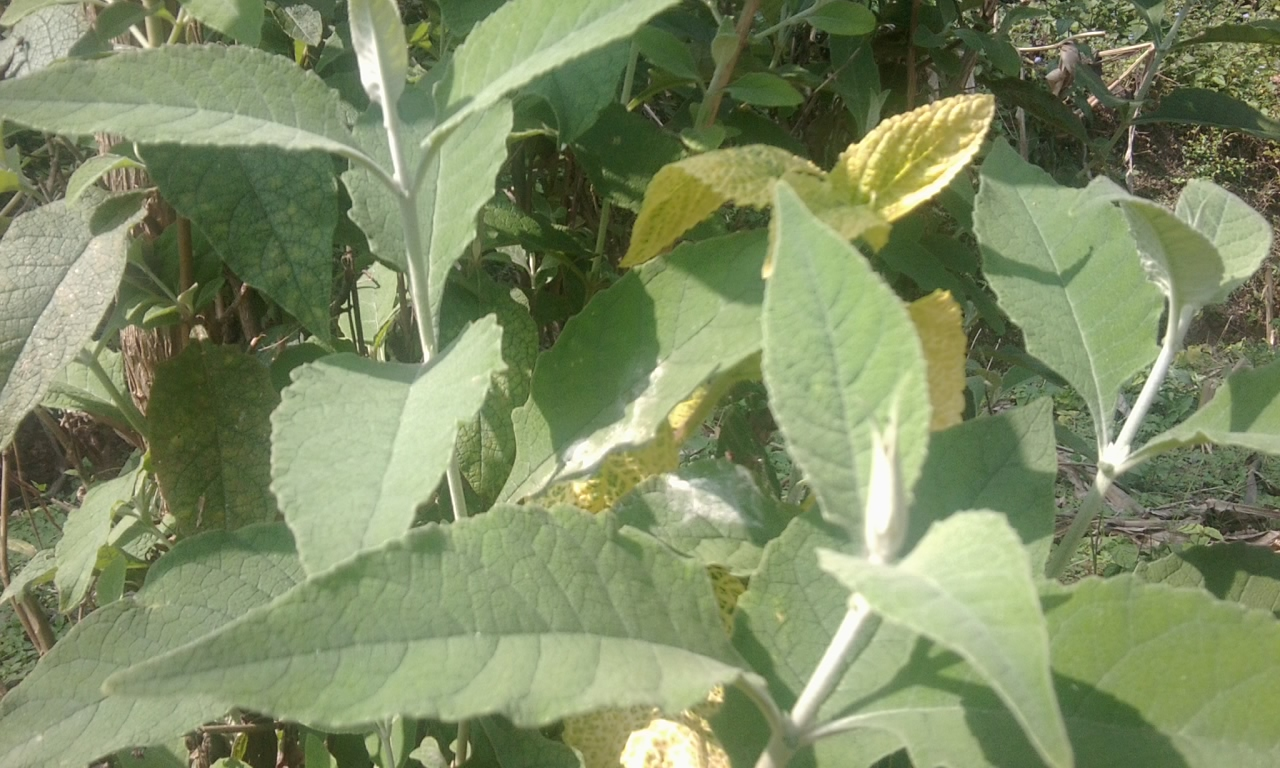